# 海南离岛免税政策
海南离岛免税政策是指中华人民共和国海南省针对离开海南岛的旅客实施的免税购物政策，海南离岛免税政策于2011年4月20日起实施。

## 背景与发展
海南省作为中国的经济特区以及重要的旅游目的地，一直加快推进海南国际旅游岛建设，离岛免税政策成为其主要实施内容之一。早在2010年，便有海南离岛免税实施细则的消息传出。而在2008年3月5日，国务院函复海南省人民政府同意在海口、三亚、琼海、万宁等四市开办市内免税店，当时主要针对境外游客。
2011年3月16日，中华人民共和国财政部发布《财政部关于开展海南离岛旅客免税购物政策试点的公告》，根据《公告》，非岛内居民旅客每人每年最多可以享受2次离岛免税购物政策，岛内居民旅客每人每年最多可以享受1次，免税购物金额暂定为人民币5000元以内（含5000元），免税商品品种涵盖18类。4月20日，海南离岛免税政策開始試行。
2012年10月22日，财政部宣布调整海南离岛旅客免税购物政策，将免税商品品种扩大至21种，每人每次免税购物限额调整为人民币8000元，自2012年11月1日起执行。
2015年3月20日起，海南再次调整离岛免税购物政策，免税品种扩大至38种，并适当放宽香水、化妆品、手表、服装服饰、小皮件等10种商品的单次购物数量限制。
2018年12月1日，海南离岛免税政策再次调整，离岛旅客每人每年免税购物限额增至3万元，且不限购买次数。
2020年6月1日，中共中央、国务院印发《海南自由贸易港建设总体方案》，方案提出放宽离岛免税购物额度至每年每人10万元，扩大免税商品种类。同月29日，財政部、海關總署、国家稅務總局發布公告稱，自2020年7月1日起，海南離島旅客每年每人免稅購物額度提高至10萬元，不限次數。此次發布的公告還擴大了免稅商品種類，增加電子產品等7類商品。此外，取消單件商品8000元免稅限額規定，以額度管理為主，大幅減少單次購買數量限制的商品種類，僅限定化妝品、手機和酒類商品的單次購買數量。公告同时明確，具有免稅品經銷資格的商店可按規定參與海南離島免稅經營。已經購買的離島免稅商品屬於消費者個人使用的最終商品，不得進入國內市場再次銷售。

## 政策具体实施

### 免税商品种类
根据2020年7月1日起执行的规定，离岛免税商品共设45类，包括首饰、工艺品、手表、香水、化妆品、笔、眼镜（含太阳镜）、丝巾、领带、毛织品、棉织品、服装服饰、鞋帽、皮带、箱包、小皮件、糖果、体育用品、美容及保健器材、餐具及厨房用品、玩具（含童车）、零售包装的婴幼儿配方奶粉及辅食、咖啡（咖啡豆；浓缩咖啡) 、参制品（西洋参；红参；高丽参胶囊及冲剂）、谷物片；麦精、粮食粉等制食品及乳制品；甜饼干；华夫饼干及圣餐饼；糕点，饼干及烘焙糕饼及类似制品、保健食品、蜂王浆制剂 、橄榄油、尿不湿、陶瓷制品（骨瓷器皿等）、玻璃制品（玻璃器皿等）、家用空气净化器及配件、家用小五金（锁具；水龙头；淋浴装置）、钟（挂钟；座钟；闹钟等）、转换插头、表带、表链、眼镜片、眼镜框、一、二类家用医疗器械（血糖计；血糖试纸、电子血压计；红外线人体测温仪；视力训练仪；助听器；矫形固定器械；家用呼吸机）、天然蜂蜜及其他食用动物产品（天然蜂蜜；燕窝；鲜蜂王浆；其他蜂及食用动物产品）、茶、马黛茶以及以茶、马黛茶为基本成分的制品（绿茶；红茶；马黛茶；茶、马黛茶为基本成分的制品）、平板电脑；其他便携式自动数据处理设备；小型自动数据处理设备；微型机；其他数据处理设备；以系统形式报验的小型计算机；以系统形式报验的微型机、穿戴设备等电子消费产品（无线耳机；其他接收、转换并发送或再生音像或其他数据用的设备；视频游戏控制器及设备的零件及附件）、手机、电子游戏机、酒类（啤酒、红酒、清酒、洋酒及发酵饮料）。设有单次购买数量限制的有三类，分别是化妝品（30件）、手機（4件）和酒類商品（合计不超过1500毫升）。

### 购买方式
根据规定，年满16周岁已购买离岛机票、火车票、船票，并持有效身份证件（中国内地旅客持居民身份证、港澳台旅客持旅行证件、中国以外旅客持护照），且离开海南本岛但不离境的旅客（包括海南省居民）均可在实施离岛免税政策的免税商店内或经批准的网络销售窗口购买免税商品，离岛免税政策免税税种为关税、进口环节增值税和消费税。离岛时，旅客凭购物凭证在机场、火车站、港口码头指定区域提货，并一次性随身携带离岛。
2020年4月，海南离岛免税购物新增“离岛补购”方式，在离开海南后180天内，仍可通过线上商城继续购买心仪的免税产品，补购政策同离岛免税政策保持一致，惟一的区别是购买后免税商品将直接邮寄离岛至旅客手中，且在“离岛免税”会员上线后补购不能累计会员积分。
2023年4月1日起，海南离岛免税购物新增“担保即提”和“即购即提”两种提货方式。根据公告，即购即提的货品要求单价不超2万人民币，且数量应在已公布之范围，但购买后可直接取货且离岛时不再接受货品核验，可直接启用于个人需求；而“担保即提”适用于单价超过五万人民币的货品，旅客可通过预先缴纳相当于进境物品进口税的担保后可现场提货。此方式下所购免税品不得在岛内使用。自购买日起30天内离岛并通过海关核验的，在离岛下机，下船或下车后立即退还担保，否则担保金额将自动转为缴纳的税款。同时，上述两种即提取货方式均要求旅客30天内出岛，若超期未出岛且无法提供正当理由的，限制其3年内不可购买离岛免税商品。

### 免税店及免税经营牌照

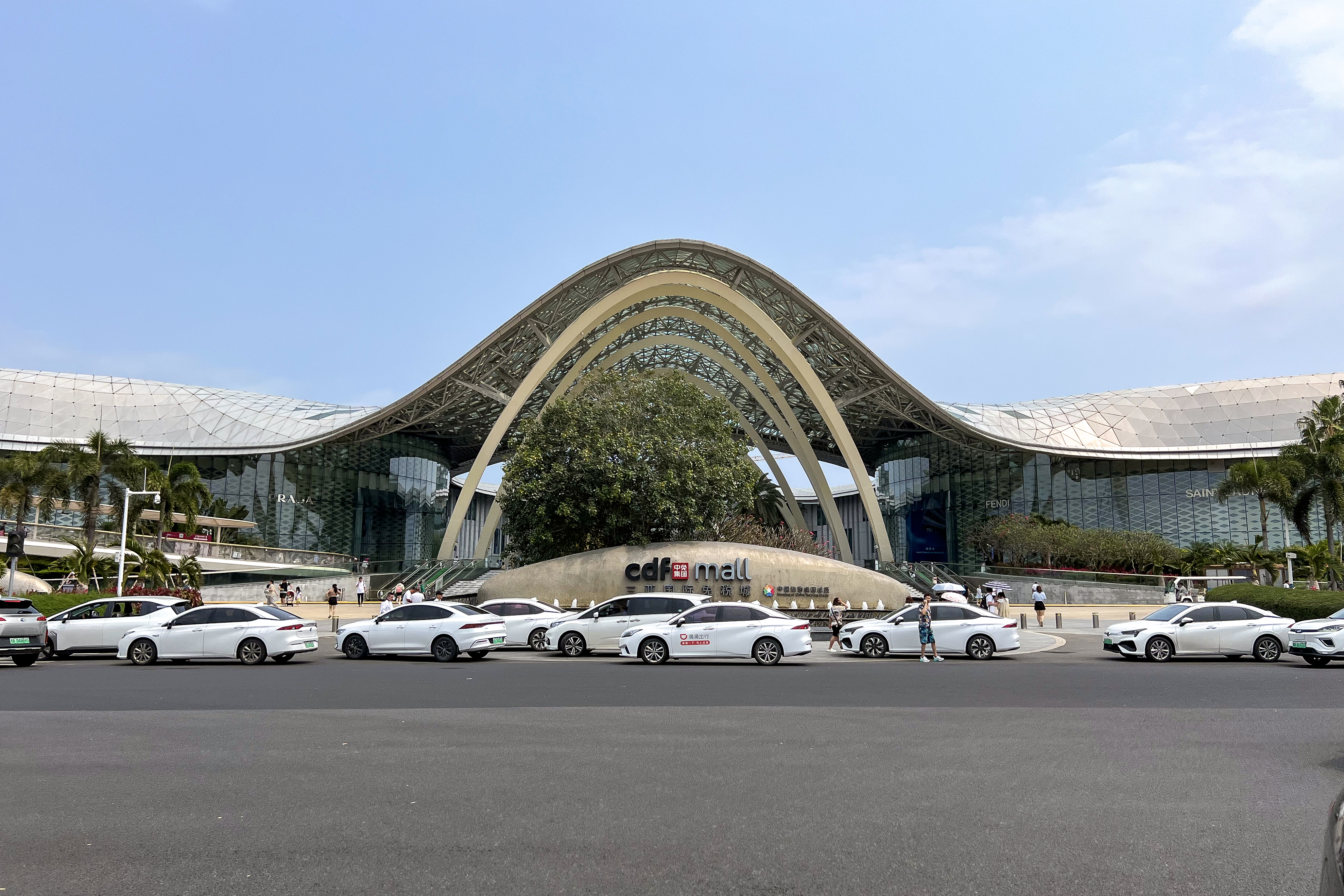
位于三亚海棠湾的三亞國際免稅城（海棠湾免税店）

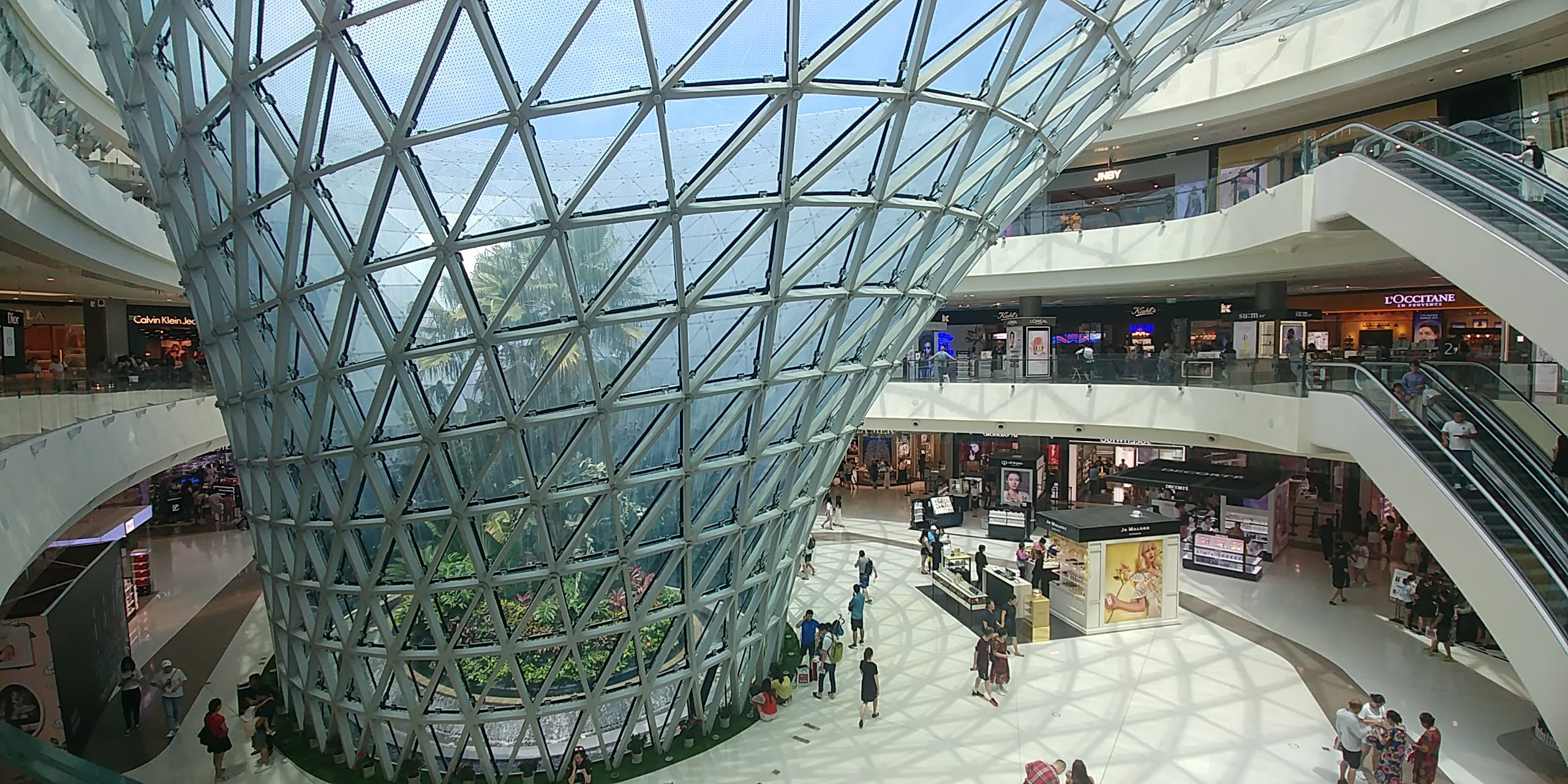
位于三亚海棠湾的三亞國際免稅城（海棠湾免税店）

截至2020年7月，共有4家免税商店具有实施离岛免税政策资格并实行特许经营，分别是海口美兰机场免税店、海口日月广场免税店、琼海博鳌免税店、三亚海棠湾免税店（三亞國際免稅城），均为中国旅游集团旗下企业中免集团运营。2020年8月19日，海南省商务厅厅长陈希表示，海南省人民政府批准海南旅游投资发展有限公司的全资子公司海南旅投免税品有限公司，以及海南省发展控股有限公司的全资子公司全球消费精品海南发展贸易有限公司享有离岛免税品经营资质，并已报财政部等部门备案，将结束中免一家独大局面。陈希还表示，海南计划在2020年内，争取在三亚新开设3家离岛免税店，其中1家市内离岛免税店的经营主体将采用竞争性磋商方式从省外具有免税品经营资质的企业中择优选定。
在2020年9月，媒体公开报道称，海南省将新增两家享有海南离岛免税品经营资质的企业，珠海免税集团、深圳免税集团、中服免税和王府井均加入到新增离岛免税商店经营资格的竞争中。2022年10月14日，海南省商务厅一级巡视员姚磊介绍，9月29日，海南2家离岛免税店按程序获得批准，分别为由中免集团运营的海口国际免税城和由王府井集团运营的万宁市王府井国际免税港。海口国际免税城将于2022年10月28日正式营业。开业后，海口国际免税城将成为世界最大单体免税店。海口市计划在该免税城开业期间，针对全市免税运营主体再次发放400万元的免税消费券。而位于万宁市的王府井国际免税港计划于2023年1月开业。

### 惩戒措施
根据规定，已经购买的离岛免税商品属于消费者个人使用的最终商品，不得进入国内市场再次销售；对倒卖、代购、走私免税商品的个人，依法依规纳入信用记录，三年内不得购买离岛免税商品。
尽管已有相关规定对购买离岛免税商品存在违规行为的人员采取惩戒措施，但在电商平台和二手交易平台存在大量带有“代购”、“人肉背回”、“来图询价”等内容的信息。对此，相关部门对此行为进行有效打击。
2020年8月，海口海关缉私局联合地方公安机关，在海口、三亚等地对套购离岛免税商品牟利的团伙开展打击，共打掉9个免税商品套购团伙，抓获40名涉案人员，现场查扣一千多件离岛免税物品。截至9月24日，共有219名海南离岛免税购物违规旅客遭到“三年内不得购买离岛免税商品”的处罚，同时对364名企图将免税商品带出隔离区的旅客实施拦截劝阻，宣讲海关监管规定，并监督其携带免税商品离岛。

## 离岛免税政策实施反响
自2011年4月20日海南离岛免税政策试点实施以来，截至2018年11月27日，海南共销售实施离岛免税政策的免税品85.98亿元，购买人数245.49万人次，同比分别增长21.27%和19.03%，促进海南旅游收入和接待游客数量实现持续增长。
随着2020年7月1日海南离岛免税新政的实施，iPhone成为离岛免税店的热门商品。以一部iPhone 11 Pro Max 256G手机为例，在离岛免税店的单价为8625元，较内地其他渠道便宜两千多元，较香港便宜近1,300港元，因此每次上架后便会吸引大量游客购买并迅速售罄。
另外，随着2019冠状病毒病疫情在全球的大流行，限制了跨境流动，一些原本在境外的消费受疫情影响转移到中国大陆，形成了海南离岛免税市场火热的购买力基础。自7月1日至9月30日（即海南离岛免税新政实施三个月），海口海关共监管离岛免税购物金额86.1亿元，同比增长227.5%，其中化妆品居首位。
由於海南离岛免税政策下的一些化妆品、电子产品與中國大陸其他地區的產品存在差价，於是就有人藉此走私。2023年，广州海关表示组织开展了打击海南离岛免税走私专项行动，共打掉涉案团伙23个，涉嫌走私的商品價值累計約6000万元。